# سد خانقاه ایجرود
سد خانقاه ایجرود یکی از سدهای در حال بهره برداری استان زنجان است. 